# Ноћни зуби
Ноћни зуби (енгл. Night Teeth) амерички је хорор-трилер филм из 2021. године, редитеља Адама Рандала и сценаристе Брента Дилона. Звезде су Хорхе Лендеборг Млађи, Деби Рајан, Меган Фокс, Луси Фрај, Алфи Ален, Раул Кастиљо и Александер Лудвиг. Филм је издат 20. октобра 2021. године, дистрибутера Netflix-а. Филм је добио помешане критике. Иако су глумци и секвенце хваљени, критикован је због недостатка радње, као и због тога што је филм предвидљив.

## Радња
Бенија, хонорарног шофера, унајмљују пријатељице, Блер и Зои, да их одвезе у неколико популарних ноћних клубова у Лос Анеђелсу. Када Бени схвати да су његове путнице заправо годинама стари вампири, брзо се заплете у борбу за моћ између градских вампира и мора да се удружи са девојкама како би остао жив.
Генерацијама су вампири мирно живели с људима, све док остају у својим границама и хране се само с пристанком. Виктор, вампир уморан од богатог живота али заглављен због структуре моћи, прекида савез са људима киднаповањем Џејеве девојке, вође у борби против вампира. Бени је Џејов млађи брат који га замењује као шофер током ноћи, а Џеј тајно лови вампире како би пронашао своју девојку. Виктор лови све лордове у граду, док његове две помоћнице стварају хаос у граду како би одвратиле пажњу ловцима на вампире и миротворцима.
Бени преузима две девојке које касније посећују хотел, где сазнаје да носе новац, док је хотел место за храњење вампира, а девојке убијају и нарушавају мир између вампира и људи. Девојке му прете и одлучују да га искористе како би дошле до Џеја. Током посете једној од мета на списку, девојке су заробљене од стране ловаца на вампире, али Бени одлучује да им помогне да побегну и сакрију се у његовој кући. Бени је обавештен да Виктор држи његовог брата. У међувремену, Џеј је обавештен да би се Виктор желео видети с њим, али га Виктор порази када покуша да га убије. Бени оставља девојке на последњој локацији на списку и открива да дом припада Виктору, речено му је да оде јер ће бити убијен, али одлучује да спаси свог брата, Џеја. Бени открива затворенике који су за Виктора вреће крви и види да је његов брат постао то. Бени покушава да спаси брата, али га Виктор ухвати. Виктор уједе Бенија када покушава да заштити једну од девојака, а Џеј убија Виктора гурајући га на сунчеву светлост. Бени постаје вампир, а Џеј размишља да постане ловац на вампире јер се град променио. Џеј потврђује да ће Бени бити са њим ако град постане хаос. Бени иде са Блер у ноћни излазак да пије крв.

## Улоге
| Глумац                | Улога     |
| --------------------- | --------- |
| Хорхе Лендеборг Млађи | Бени      |
| Деби Рајан            | Блер      |
| Луси Фрај             | Зои       |
| Алфи Ален             | Виктор    |
| Сидни Свини           | Ева       |
| Раул Кастиљо          | Џеј Перез |
| Александер Лудвиг     | Роко      |
| Меган Фокс            | Грејс     |
| Брајан Бет            | Ђио       |
| Марлин Форте          | Абуела    |